# Sébastien Le Prestre de Vauban
Sébastien Le Prestre, Lãnh chúa xứ Vauban, sau này được phong là Hầu tước xứ Vauban (sinh ngày 15 tháng 5 năm 1633 - mất 30 tháng 3 năm 1707), thường được gọi là Vauban (phiên âm tiếng Việt là Vô-băng), là một kỹ sư quân sự người Pháp dưới thời Louis XIV.
Tài năng của ông thường được so sánh với Menno van Coehoorn - kĩ sư quân sự Hà Lan sống cùng thời. Công sự của Vauban trở thành hình mẫu phổ biến trong gần 100 năm, trong khi đó các phương pháp chọc thủng công sự của ông được áp dụng mãi đến đầu thế kỉ hai mươi. Ông áp dụng nhiều cải tiến khi vận dụng pháo binh để công và thủ thành, và vào năm 1690 thành lập đơn vị Corps royal des ingénieurs militaires, tiền thân của binh chủng công binh Quân đội Pháp.
Ông đã tham gia xây dựng với nhiều hải cảng lớn tại Pháp, cũng như các công trình dân sự như kênh Canal de la Bruche. Ngoài việc xuất bản nhiều tài liệu thiết kế, chiến lược và huấn luyện, trước khi qua đời vào năm 1707 ông có cho ra luận văn kinh tế La Dîme royale, nhưng sau đó bị chính phủ Hoàng gia tiêu hủy. Luận văn chứa đựng nhiều ý kiến táo bạo về phân chia gánh nợ thuế công bằng hơn; việc sử dụng phép thống kê là luận cứ đã đặt nền tảng cho ngành kinh tế học hiện đại, còn phương pháp tiếp cận khách quan, khoa học đã dự báo trước nhiều ý tưởng trong Thời kỳ Khai Sáng.

## Cuộc đời và sự nghiệp

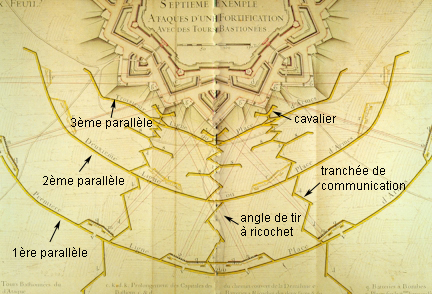
Hào song song dùng để công thành cổ điển:
Ba hào chính đồng tâm được nối bởi các đường giao thông hào zic zac để tránh làn đạn trực tiếp. Mỗi hào có thể đưa bộ binh đến hết chiều ngang của mặt pháo đài và được bảo vệ bằng các đồn nằm ở hai bên đầu hào. Hào ngoài cùng nằm ngoài tầm bắn của quân trong thành và chịu được một cuộc tấn công bọc hậu; hào trong cùng nằm ngay dưới dốc chân thành.

Vauban sinh tại Saint-Léger-de-Foucheret trong một gia đình quý tộc nhỏ, vùng Bourgogne của nước Pháp (năm 1867 được đổi thành Saint-Léger-Vauban để ghi nhớ công ơn của ông). Năm 10 tuổi, ông trở thành trẻ mồ côi và trải qua tuổi thơ và thời niên thiếu khốn khó như những nông dân nơi ông được sinh ra. Ông may mắn được nhận nuôi bởi gia đình Carmelite và Semur. Ông được cho học toán, khoa học và đặc biệt là hình học, môn học có ảnh hưởng lớn đến sự nghiệp của ông sau này.
Năm 17 tuổi, ông tham gia trận chiến Fronde dưới quyền chỉ huy của Thân vương xứ Condé. Thân vương xứ Condé sau đó yêu cầu ông hỗ trợ trong việc xây dựng pháo đài Clermont-en-Argonne. Không lâu sau thì ông bị bắt bởi quân đội hoàng gia. Tuy nhiên, ông được hồng y giáo chủ Mazarin đối xử rất tốt. Việc này khiến ông thay đổi suy nghĩ, trở thành một kĩ sư tận tụy phục sự cho triều đình Pháp lúc bấy giờ.

### Công trình được xây theo thiết kế công sự của Vauban
- Pháo đài Bourtange
- Hiers-Brouage
- Mont-Dauphin
- Mont-Louis
- Neuf-Brisach
- Saint-Martin-de-Ré

### Hình ảnh

Biểu tượng của dòng họ Vauban
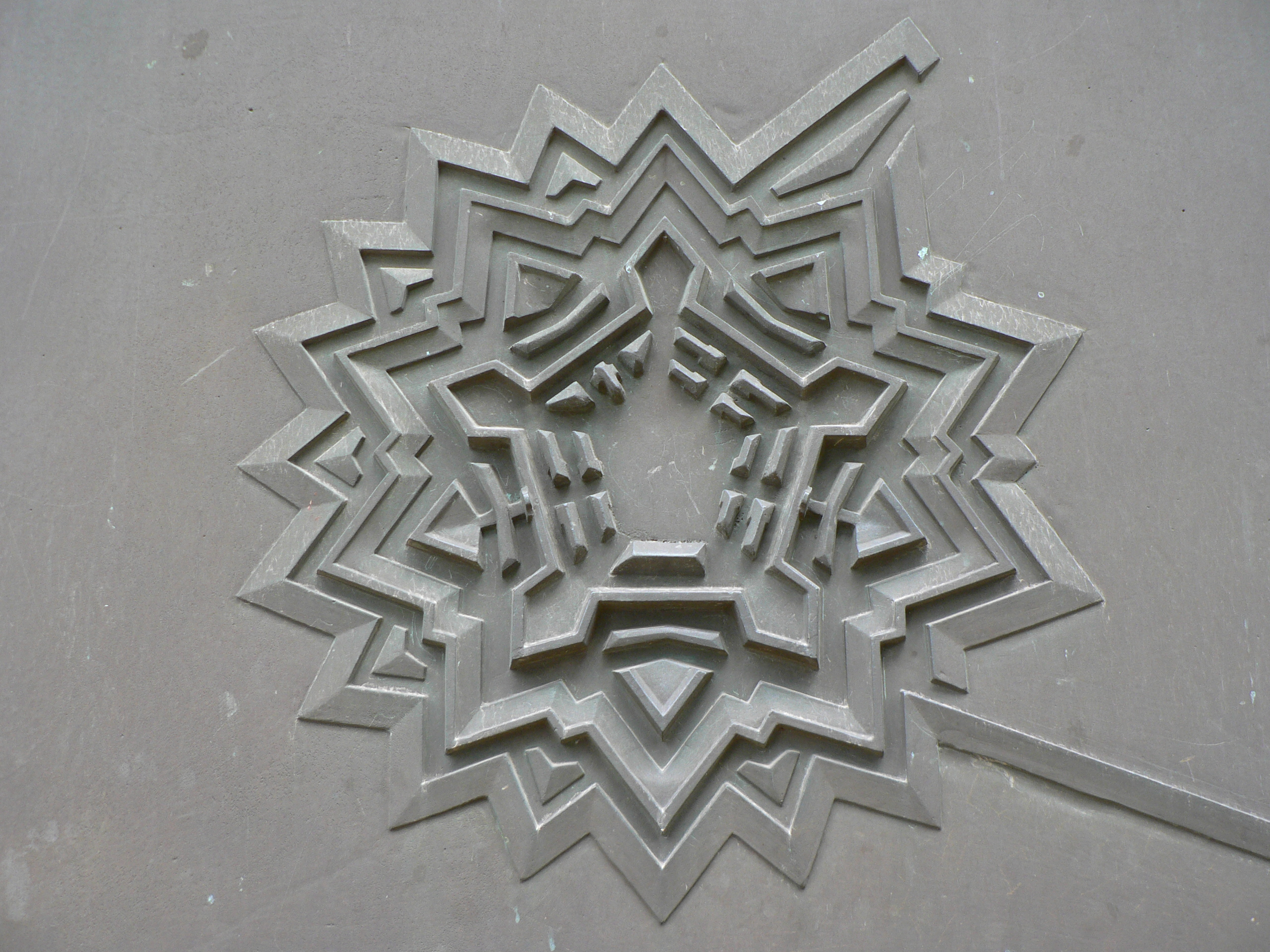
Mô hình thành trì hình ngôi sao tiêu biểu theo phong cách Vauban (Pháo đài Lille)
Mặt cắt dọc của pháo đài kiểu Vauban
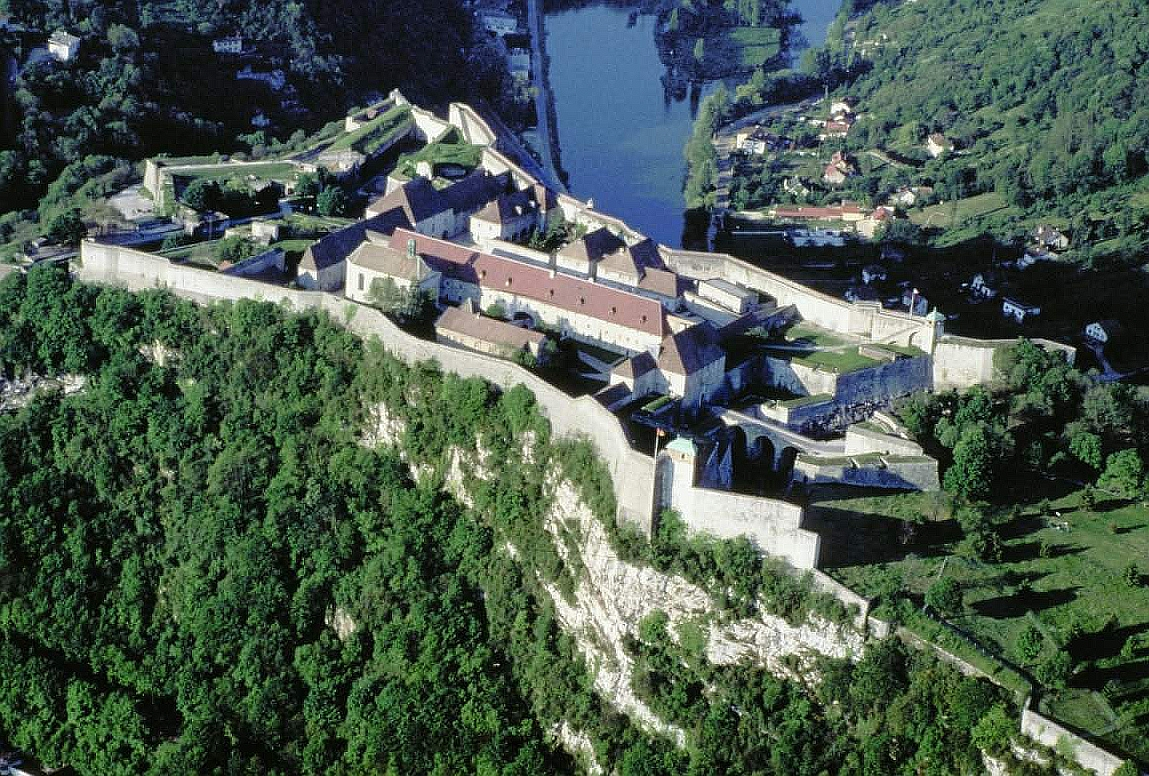
Thành Besançon
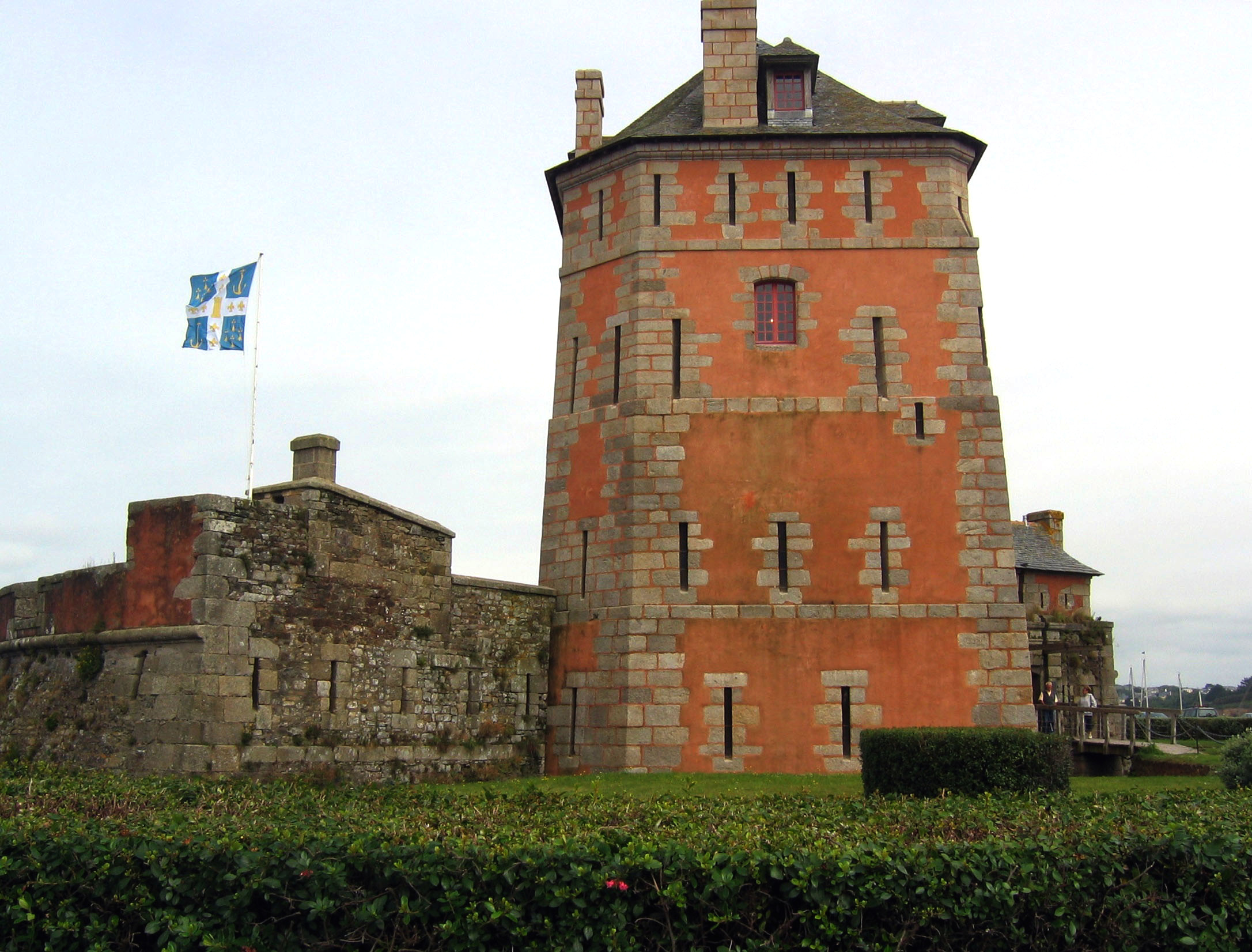
Tháp Vauban ở Camaret-sur-Mer.
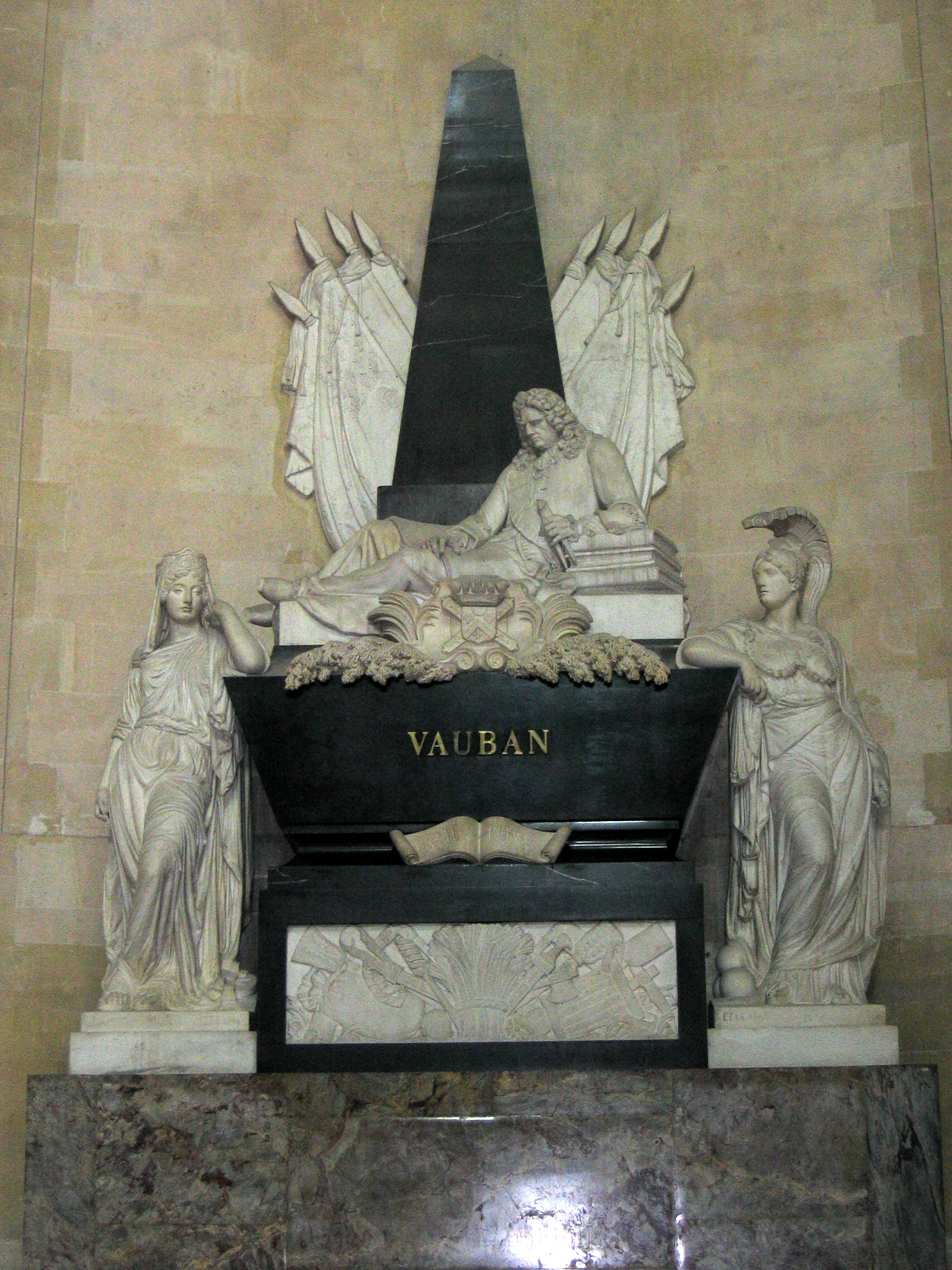
Mộ của Vauban tại Les Invalides, Paris